# Schleuse Woltersdorf
Die Schleuse Woltersdorf ist eine Einkammerschleuse mit einem Wehr in der Gemeinde Woltersdorf (bei Berlin). Die heutige Schleuse ist seit 1882 in Betrieb und wurde zuletzt 1998 aufwändig saniert. Sie ist Bestandteil der Bundeswasserstraße Rüdersdorfer Gewässer (RüG) mit der Wasserstraßenklasse III und verbindet den Kalksee auf der Rüdersdorfer Seite mit dem Flakensee auf der Erkneraner Seite. Die Fallhöhe beträgt im Mittelwert 2,10 Meter. Für Ruder- und Paddelboote steht eine manuell zu bedienende Bootsschleppe zur Verfügung.

## Bedeutung
Die Woltersdorfer Schleuse ermöglicht bis heute Transporte von Massengütern in Rüdersdorf ansässiger Firmen, speziell des Zementwerkes Rüdersdorf, auf dem Wasserweg. Die Schleuse Woltersdorf ist in den Sommermonaten aber auch ein beliebtes Ausflugsziel und wird von Hunderten Wassersportlern genutzt.
Die Schleuse ist Endpunkt der Woltersdorfer Straßenbahn. Südlich der Schleuse gibt es Anlegemöglichkeiten für Fahrgastschiffe.

## Geschichte
Den Rüdersdorfer Kalkstein nutzten bereits die Menschen der Eisenzeit. Der größere Abbau begann im Mittelalter. Der wachsende Bedarf am Baumaterial Kalkstein führte dazu, dass sich Städte wie Berlin oder Spandau eigene Kalksteinbrüche in Rüdersdorf sicherten.
Die Verbindung der Rüdersdorfer Gewässer mit der Spree bot es an, zum massenhaften Transport der abgebauten Kalksteine den billigen Wasserweg zu wählen. Allerdings war das starke Gefälle sehr hinderlich, denn auf einer Strecke von 7,5 km fiel das Wasser um rund zwei Meter. Dadurch wurde insbesondere der Lauf des Tasdorfer Mühlenfließes so stark beschleunigt, dass das Stromaufwärtsfahren für die damalige Schifffahrt sehr schwierig war.

### Die erste Schleuse
Infolge kam man um die Mitte des 16. Jahrhunderts auf die Idee, ein Stauwehr mit Schiffsdurchlass anzulegen. Dafür wurden 300 Meter oberhalb der heutigen Schleuse zwei Bohlenwände in die schmale Verbindung zwischen Kalksee und Flakensee eingebaut. Jede Wand bekam ein Tor mit einem Schütz.
Im Jahr 1641 wird an den Kurfürsten berichtet, dass die Woltersdorfer Schleuse „gar über einen Haufen gegangen“ sei. Es waren 500 Taler für Zimmerer- und Grobschmiedearbeiten und für das Pfahlstoßen nötig, um die Schleuse zu reparieren. Die Schleusenreparatur war für einige Jahre erfolgreich, aber bereits 1662 gibt der Schleusenmeister Hans Heiland an, dass sechs Zimmerleute und 13 Tagelöhner drei Monate an der Schleuse zu arbeiten hatten, um sie wieder in Ordnung zu bringen, wofür 243 Taler Kosten in Anschlag gebracht wurden.

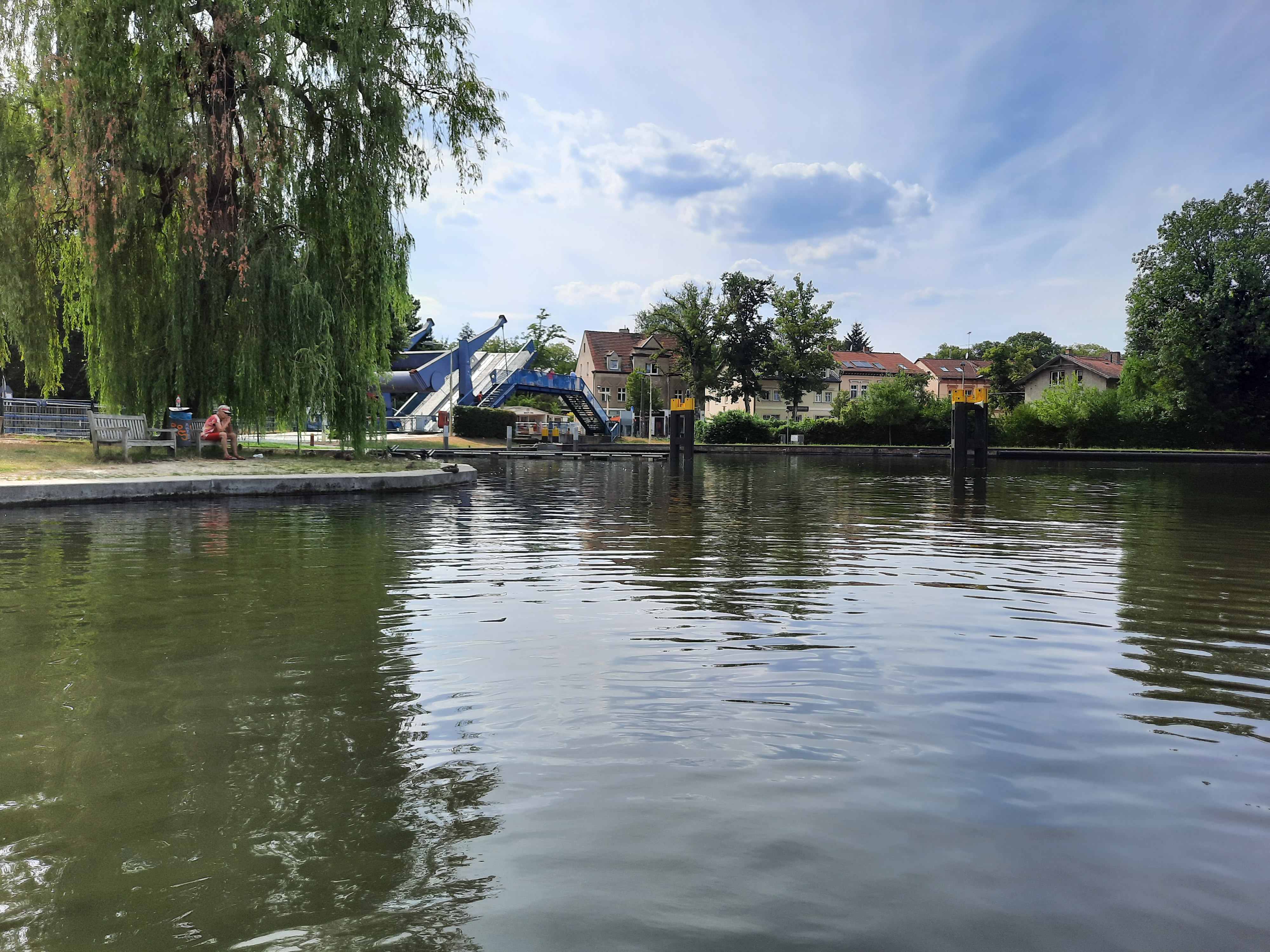
Der Mühlenteich mit Blick auf die heutige Schleuse

### Die zweite Schleuse
Um 1700 wurde eine neue Schleuse etwas weiter südlich von der aufgegebenen ersten Schleuse gebaut. Sie befand sich rund 50 Meter östlich der heutigen Schleuse und war eine 46,50 Meter lange, 7,55 Meter breite und vier Meter hohe Kammerschleuse mit Wänden aus gebrannten Ziegeln. Die Holztore hatten Schütze, die mittels Hebelschwung bedient wurden. Neben dem oberen Tor baute man erstmals eine Zugbrücke ein und löste damit die bisher vorhandene Fähre ab. Westlich der Schleuse befand sich ein verstellbares Wehr, auch Freiarche genannt. Durch die Verlegung der Schleuse nach Süden hatte sich oberhalb von ihr der heutige Mühlenteich angestaut und 1708 wurde an der Freiarche westlich der Schleuse eine Mühle eingerichtet. Die Schleusenbrücke musste 1763 ausgebessert werden. Die Schleusentore hielten nicht dicht, Ausbesserungen wurden immer häufiger nötig. Um 1830 wurde untersucht, ob man die ganze Schleuse wegnehmen und dafür die Rüdersdorfer Wasserstraße tieferlegen kann. An den Kosten von 65.000 Talern scheiterte dieser Plan und es wurde weiter ausgebessert. Im Jahr 1844 wurde eine Mole in den Flakensee gebaut und 1865 mussten der Ober- und der Unterkanal der Schleuse ausgebaggert werden, was wiederum 1.250 Taler Kosten verursachte. Im Jahre 1873 wurden die Untertore mit einem Aufwand von 1.400 Talern erneuert. Schon 1875 musste erneut eine Ausbesserung der Schleuse vorgenommen werden. Die veranschlagten rund 9.000 Mark wurden mit 44.385,50 Mark erheblich überschritten. Ein Jahr später wurde klar, dass ein Neubau der Schleuse unumgänglich ist, wofür 300.000 Mark Kosten veranschlagt wurden.

### Die heutige dritte Schleuse

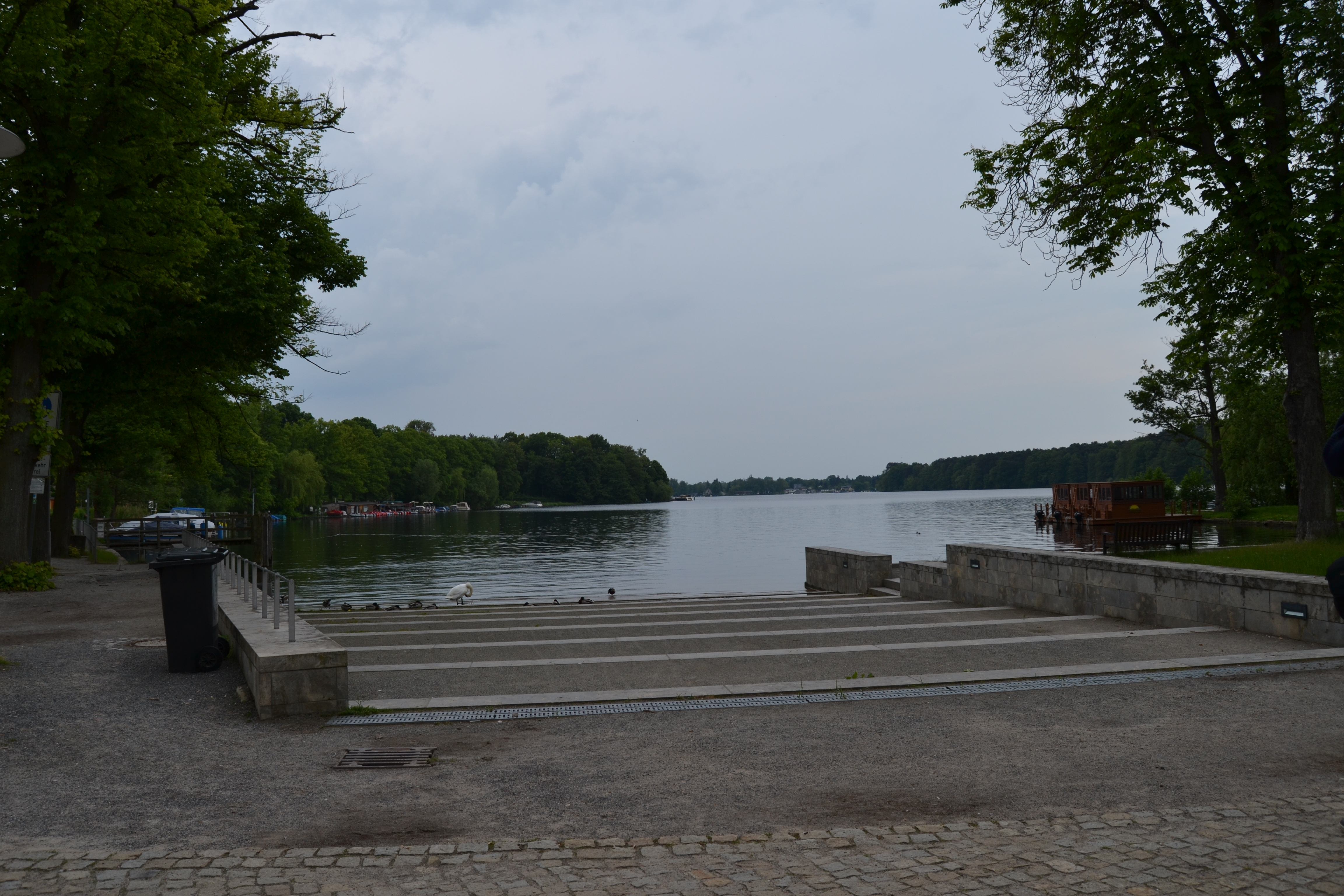
Die Schwanentreppe (zugeschüttetes Unterwasser der zweiten Schleuse)

Westlich der Freiarche begann im Frühjahr 1880 der Bau der neuen Schleuse. Sie wurde in die Ostflanke des Werders gegraben. Der Aushub wurde am Südende des Werders abgelagert und bildet heute den Schleusenzipfel. Die dritte Schleuse war im Dezember 1881 fertiggestellt, durfte aber noch nicht benutzt werden. Das hatte keinen technischen Grund, sondern man konnte sich nicht auf den Tag der feierlichen Eröffnung einigen. Am 8. Mai 1882 fuhr Schiffer Piper mit seinen beiden Söhnen vom Woltersdorfer Kietz in die alte Schleuse. Beim Herausfahren aus der Schleuse rissen seine Söhne das untere Tor ein. Daraufhin wurde Schleusenmeisters Weiß um 4.29 Uhr die Erlaubnis zur Benutzung der neuen Schleuse erteilt.
Das Becken der zweiten Schleuse wurde zugeschüttet und bildet heute den großen Platz zwischen dem Hotel Kranichsberg und der Mühle. Ihre Lage ist durch einen Grünstreifen erkennbar.

#### Eingemeindung nach Woltersdorf
Am 7. März 1884 wurden die Woltersdorfer Schleuse und die dazugehörige Siedlung auf dem Schleusenberg vom I. Rüdersdorfer Heidedistrikt nach Woltersdorf umgemeindet.
Bereits 1893 wurde die Schleusenkammer auf das heutige Maß von 67 Meter verlängert. 1929 erhielt die Schleuse eine Freibrücke, die ein Überqueren der Schleuse auch beim Schleusenvorgang ermöglichte.
1957–1959 wurde im Rahmen des Ausbaus der Wasserstraße die Schleuse umgebaut. Die Straßenbrücke erhielt einen hydraulischen Antrieb und die Fußgängerbrücke erhielt die bis heute sichtbare charakteristische Form, die Fußgängern ein Überqueren der Schleuse selbst bei hochgezogener Klappbrücke ermöglicht. Sie ermöglicht auch eine gute Aussicht während der Schleusungen.
Die Sanierung der Schleuse einschließlich der Straßen- und Fußgängerbrücke erfolgte in den Jahren von 1998 bis 1999. Seit dieser Zeit hat die Klappbrücke das weithin sichtbare Gegengewicht und der Steuerstand seine futuristische Form. Die Wehranlage wurde im Jahr 2002 rekonstruiert. 2007 wurde die Steganlage für die Bootsschleppe erneuert.

### Schleusenmeister
Die Schleusenmeister wurden im Auftrag der Brandenburger Kurfürsten und späteren Könige von Preußen durch die Domäne Rüdersdorf angestellt. Ab 1871 wurden die Schleusenmeister durch das Wasserschifffahrtsamt angestellt.
| Schleusenmeister    | von        | bis        | Anmerkung                                                           |
| ------------------- | ---------- | ---------- | ------------------------------------------------------------------- |
| Peter Steinkop      | 1567, 1595 | 1567, 1595 | Erster bekannter Schleusenmeister, verstarb im Amt                  |
| Peter Franz         | 1600, 1602 | 1600, 1602 | nur durch Kindstaufe erwähnt                                        |
| Martin Schlüren     | 1619       | 1619       | nur durch Kindstaufe erwähnt                                        |
| Daniel Wegener      | 1630       | 1630       | nur durch Kindstaufe erwähnt                                        |
| Friedrich Michel    | 1648, 1650 | 1648, 1650 | nur durch Kindstaufe erwähnt                                        |
| Hans Heiland        | 1658       | 1667       | 1658 erstmals im Kirchenbuch erwähnt                                |
| Martin Möller       | 1667       | 1672       | heiratete Witwe des Vorgängers                                      |
| Kaspar Grothe       | 1672       | 1677       | starb im Amt                                                        |
| Michael Stein       | 1677       | 1705       | Bau der 2. Schleuse                                                 |
| Christian Stein     | 1705       | 1721       | Sohn des Vorgängers                                                 |
| Michael Schultze    | 1721       | 1730       | wegen "üblen Verhaltens" abgesetzt                                  |
| Joachim Otto        | 1730       | 1751       | Vereinigte erstmals das Amt von Schleusen- und Mühlenmeister        |
| Johann Laue         | 1751       | 1755       | Empfehlung von General Ziethen                                      |
| Jakob Müller        | 1755       | 1757       | Empfehlung von General Ziethen                                      |
| Friedrich Bangemann | 1757       | 1765       | Stellentausch mit Vorgänger                                         |
| Richter             | 1765       | 1766       | invalider Offizier                                                  |
| Johann Haußmann     | 1766       | 1767       | Stellentausch mit Vorgänger                                         |
| Friedrich Erbkam    | 1767       | 1771       | Vereinigte zum zweiten Mal das Amt von Schleusen- und Mühlenmeister |
| Gottfried Erbkam    | 1771       | 1798       | Sohn des Vorgängers                                                 |
| Johann Schmidt      | 1798       | 1803       | Schwager des Vorgängers                                             |
| Karl Erbkam         | 1803       | 1840       | Sohn des Vorvorgängers                                              |
| Johann Schmidt      | 1840       | 1845       | Onkel des Vorgängers                                                |
| Hellmuth Hirsch     | 1846       | 1873       | Frau war Erbin des Vorgängers                                       |
| Ernst Weiß          | 1873       | 1900       | Schwiegersohn des Vorgängers                                        |

## Ausflugsgegend "Woltersdorfer Schleuse"
Die Schleuse bildet seit dem 19. Jahrhundert einen Anziehungspunkt für Ausflügler. Ihre Lage in der Nähe von Berlin begünstigte einen zunehmenden Ausflugsverkehr von Berlinern, die Tagesausflüge oder ihre Sommerfrische "an der Schleuse" verbrachten. Der 1884 gegründete Woltersdorfer Verschönerungsverein förderte besonders die Entwicklung der "Schleusengegend". Wohlhabende Berliner Unternehmer erbauten sich auf dem Schleusenberg und Werder zahlreiche Villen. Richard Zoozmann widmete der Woltersdorfer Schleuse 1896 einen ganzen Liederband. Von der Zeit des Deutschen Kaiserreiches, seit 1913 mit direktem Anschluss durch die Straßenbahn, blieb die Schleusengegend mit der nahegelegenen Liebesquelle während der Weimarer Republik, der Nazi-Diktatur, der DDR bis ins wiedervereinigte Deutschland ein beliebter Ausflugsort der Hauptstadt. 

### Namenspate
Die Gemeinde Woltersdorf selbst verwendet vor allem den Namenszusatz "an der Schleuse" oder kurz "-Schleuse". Die hinter der Schleuse gelegene Siedlung auf einer Anhöhe wird Schleusenberg genannt. Zahlreiche Hotels und Gaststätten verweisen auf die Schleuse. Seit einigen Jahren wird in der Schleusenbrauerei sogar ein Schleusenbier vor Ort gebraut.

## Karten, Literatur
- Max Haselberger: Woltersdorf. Die 700jährige Geschichte eines märkischen Dorfes. 1931. Reprint 2006. ISBN 3861550202. Übersicht des Inhalts in der DNB
- Folke Stender, Stefan Kieschke: Sportschifffahrtskarten Binnen 1. Nautische Veröffentlichung Verlagsgesellschaft, Eckernförde 1991, ISBN 3-926376-10-4.
- W. Ciesla, H. Czesienski, W. Schlomm, K. Senzel, D. Weidner: Schiffahrtskarten der Binnenwasserstraßen der Deutschen Demokratischen Republik 1:10.000. Band 4. Hrsg. Wasserstraßenaufsichtsamt der DDR, Berlin 1988. OCLC 830889996.
- Hans-J. Uhlemann: Berlin und die Märkischen Wasserstraßen. div. Jahrgänge, Transpress Verlag, Berlin. ISBN 3-344-00115-9.